# Клисурски манастир (Гърция)
Вижте пояснителната страница за други значения на Клисурски манастир.
Клисурският манастир „Рождество Богородично“ (на гръцки: Μονή Παναγίας Κλεισούρας, Μονή Γενεθλίου της Θεοτόκου Κλεισούρας) е манастир в Егейска Македония, Гърция. Манастирът е разположен в борова гора в източните склонове на планината Мурик, на три километра от село Клисура в посока към Мокрени, на територията на дем Костур.

## История
Манастирът е основан около 1314 година от монаха Неофит от Клисура.
Според надписа в католикона манастирът е възстановен в 1813 година от монаха Исая Плистас от Клисура. Сегашният манастир вероятно е основан през втората половина на XVIII век на мястото на по-стария храм, тъй като в надписа е посочено, че Исая е основал манастира на стари основи. В архитектурно отношение католиконът на манастира е трикорабна базилика с по-късен купол и с притвор. В него има богато украсен дървен иконостас от 1772 година. Вътрешността е изписана от зографа Георгиос от Хионадес.
През XIX век са построени параклисът „Свети Йоан Предтеча“ и жилищните крила, които обграждат църквата и придават на манастира вид на крепост. По време на Гръцката въоръжена пропаганда в Македония (1904 - 1908) манастирът става убежище на гръцките андарти, воюващи с четите на ВМОРО. За известно време е метох на Айтоския манастир „Свети Архангели“.
Запазени са сгради на манастирския комплекс са от XVIII и XIX век. Постеппенно манастирът е изоставен, но е възобновен в 1992 година като женски манастир.
В 1996 година манастирът е обявен за защитен паметник.
| Година    | 1913 | 1920 | 1928 | 1940 | 1951 | 1961 | 1971 | 1981 | 1991 | 2001 | 2011 | 2021 |
| --------- | ---- | ---- | ---- | ---- | ---- | ---- | ---- | ---- | ---- | ---- | ---- | ---- |
| Население |      |      |      |      |      |      |      |      | 27   | 17   | 2    | 6    |